# 波普拉德區
49°3′25″N 20°18′17″E / 49.05694°N 20.30472°E

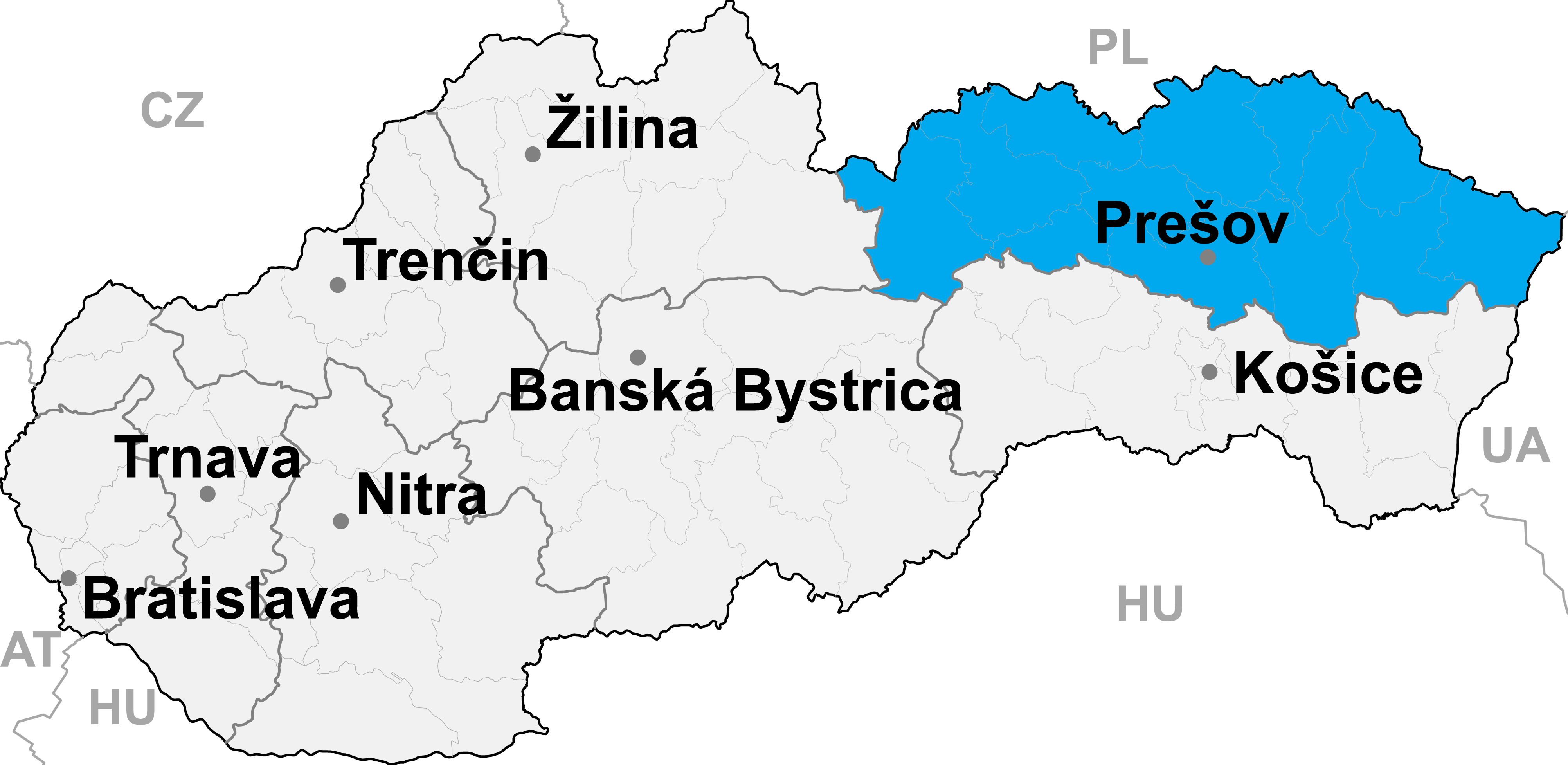

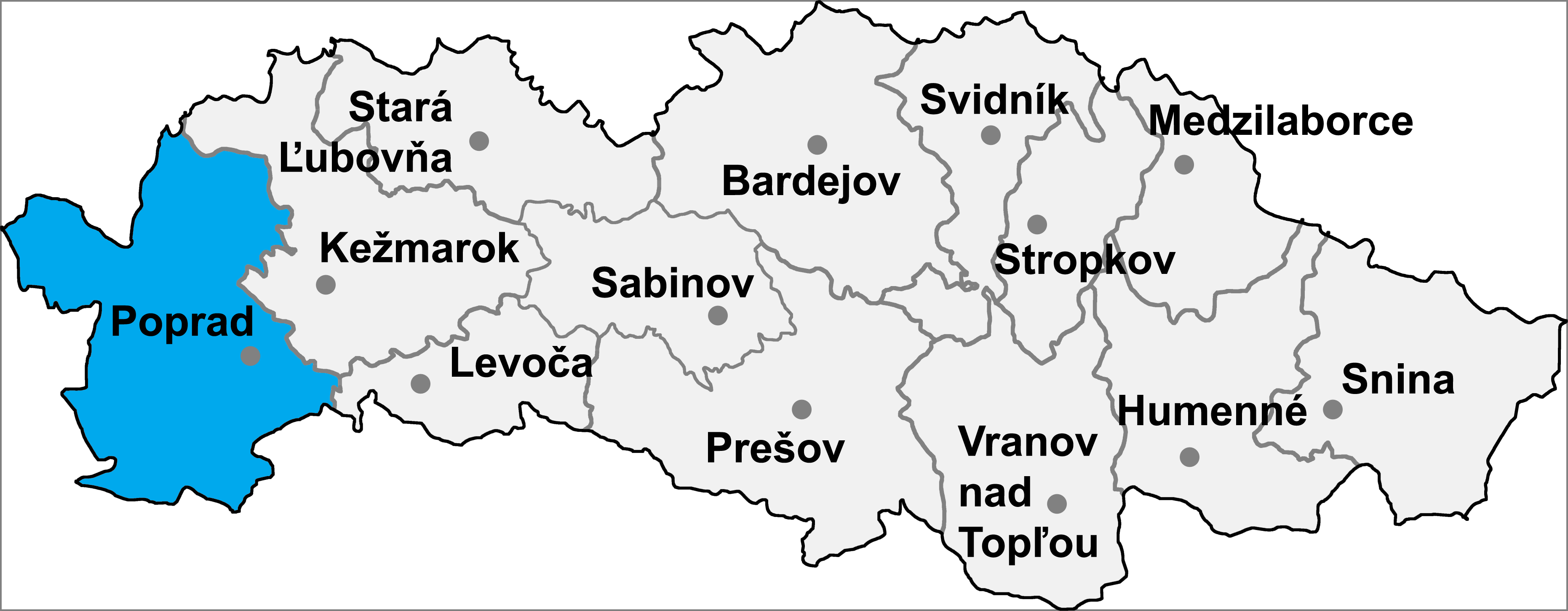

波普拉德區，是斯洛伐克的一個區，位於該國東部，由普雷紹夫州負責管轄，面積1,123平方公里，2010年該區人口103,914，人口密度每平方公里93人。